# Bahnhof Lommiswil
Der Bahnhof Lommiswil ist eine von zwei Bahnhaltestellen in der Gemeinde Lommiswil im Schweizer Kanton Solothurn. Er liegt an der normalspurigen Strecke Solothurn–Moutier, welche von der BLS AG betrieben wird. Der Bahnhof wird heute ausschliesslich von Regionalzügen der SBB bedient.

## Lage
Der Bahnhof liegt am südlichen Dorfrand Lommiswils an der Bahnhofstrasse 1. Nördlich wird das Bahnhofsgelände von der Wohnbebauung des Dorfes begrenzt, während südlich des Bahnhofgeländes landwirtschaftlich genutzten Flächen liegen, sodass man bei guten Wetterbedingungen bis zu den Berner Alpen sehen kann.
Vor dem Bahnhof beginnen mehrere Wanderwege, welche in Richtung Jura, u. a. zum ehemaligen Lommiswiler Steinbruch, wo sich die bekannten Saurierspuren befinden, führen.

## Anlage
Der Bahnhof verfügt über zwei Perrongleise, wovon Gleis 1 ein Nebengleis und Gleis 2 das durchgehende Hauptgleis darstellt. Daneben gibt es ein einfach angebundenes, nicht elektrifiziertes Ladegleis zum Anschluss des Gleislagers der BLS AG, welches von dieser für die Durchführung von Unterhaltsarbeiten an der Bahnstrecke zwischen Solothurn und Moutier verwendet wird.
An Hochbauten sind ein Nebengebäude und das Empfangs- bzw. Abfertigungsgebäude vorhanden. Im Empfangsgebäude befinden sich im Erdgeschoss ein Warteraum mit ehemaligem Fahrkartenschalter und hölzernen Sitzgelegenheiten, ein Stellwerk (Siehe hierzu den Abschnitt Geschichte) sowie jeweils eine öffentliche Toilette für Männer und eine Frauen. Des Weiteren finden sich an für den Fahrgastbetrieb vorgesehenen Einrichtungen ein überdachter Wartebereich mit einem Fahrkartenautomat, einem Fahrkartenentwerter, einem Abfahrtsanzeiger und einer Notruf-/Infosäule. Ursprünglich war an das Empfangsgebäude noch ein Güterschuppen für einen schnellen Güterumschlag angebaut.
Zur Fahrzeugabstellung sind gedeckte Veloabstellplätze sowie 13 kostenlose P+R-Parkplätze vorhanden.

## Geschichte
Am 3. August 1908 wurde der Betrieb auf der Bahnstrecke Solothurn–Moutier (deutsch veraltet: Münster) aufgenommen. Seit der Betriebsaufnahme befindet sich im Lommiswiler Empfangsgebäude ein Stellwerk, welches seit diesem Zeitpunkt mit dem ortsbedienten Stellwerktyp Bruchsal 4K (Bruchsal 4 Kurbeln) der Schweizerischen Stellwerkfabrik Wallisellen AG ausgerüstet war. Als Signalsystem verfügte der Bahnhof Lommiswil zu diesem Zeitpunkt über Abschlusssignale, welche ab 1939 durch Licht-Tagesvorsignale des Typs L und ab 1959 durch Hauptsignale des gleichen Typs ergänzt wurden.
Der bisher praktizierte Dampfbetrieb wurde am 2. Oktober 1932 durch den an diesem Datum aufgenommen elektrischen Betrieb unter dem bei den Schweizerischen Bundesbahnen (SBB) üblichen Wechselstromsystem mit einer Spannung von 15 Kilovolt und der Frequenz 16⅔ Hertz abgelöst. Mit dieser Umstellung wurde nebenbei auch die Frequenz des Personenverkehres gesteigert.
Im Jahre 1966 wurde das Stellwerk vom Typ Bruchsal 4K durch ein Stellwerk vom Typ Domino 55o (Domino 55 ohne Zwergsignale) desselben Herstellers (unter dem neuen Herstellernamen Integra-Signum) ergänzt. Ab 1982 erfolgte eine einfache Fernüberwachung für Bahnübergangsanlagen durch Solothurn West. Nach nur 10 Jahren erfolgte ab 1992 die Fernüberwachung ab Oberdorf.
1993 wurde der Bahnhof vollständig renoviert und erneuert. Am 18. Mai desselben Jahres wurden die beiden Stellwerktypen Domino 55o und Bruchsal 4K ausser Betrieb genommen und der neue Stellwerktyp Domino 69 an ihrer Stelle in Betrieb genommen. Seit dieser Inbetriebnahme wird der Bahnhof Lommiswil vollständig von Oberdorf aus ferngesteuert.
1997 fusionierte die SMB mit der Emmental-Burgdorf-Thun-Bahn (EBT) und den Vereinigten Huttwil-Bahnen (VHB), zum Regionalverkehr Mittelland (RM), der daraufhin den Betrieb der Strecke und somit auch des Bahnhofs übernahm. 2002 erfolgte dann die Schliessung des Fahrkartenschalters im Empfangs- bzw. Abfertigungsgebäude. Bis heute ist der Schalter aber noch als solcher vom weiterhin geöffneten Warteraum aus als solcher zu erkennen. Am 15. Oktober 2002 erfolgte die Ausserbetriebnahme des Blockes mit Handrückmeldung und die Inbetriebnahme des automatischen Blockes mit Achszähler Alcatel. Am 19. September 2003 wurden die Zusatzsignalisierung Gruppensignal (Image-Tafeln) installiert. Ab dem 10. März 2006 wurde der Bahnhof ab Hasle-Rüegsau via ILTIS ferngesteuert.
Der nächste Betreiberwechsel fand bereits neun Jahre später statt, als 2006 der RM mit der damaligen Bern-Lötschberg-Simplon-Bahn fusionierte. Seither gehört die Strecke, und somit auch der Bahnhof Lommiswil, dem Nachfolgeunternehmen BLS AG. Der Personenverkehr hingegen wird seit 2010 von den SBB bedient, welche diesen mit ihren RBDe 4/4 "Domino" oder Flirts abwickelt.
Beim Personenverkehr gab es mit dem Fahrplanwechsel am 9. Dezember 2012 die Änderung, dass am Bahnhof das „Halt auf Verlangen“ aufgehoben wurde, wodurch seither alle Personenzüge hier halten. Seit dem 2. Dezember 2019 wird der Bahnhof durch die Betriebszentrale Spiez der BLS AG ferngesteuert.

## Zukunft

### Geplante Sanierung
Wie die gesamte Bahnstrecke Solothurn – Oberdorf SO – Moutier sollte auch der Bahnhof Lommiswil gemäss den Vorgaben des schweizerischen Behinderten-Gleichstellungs-Gesetzes bis 2024 umgebaut und modernisiert werden. Nach verschiedenen Einsprachen gegen das Projekt zur Sanierung bzw. Umbaus des Bahnhofs wird das Projekt voraussichtlich erst 2025 umgesetzt werden können.
Dabei will die BLS auch eine Instandhaltungsbasis für notwendige Instandhaltungsarbeiten an der Bahnstrecke erbauen, die den bisher bestehenden Schienenlagerplatz ersetzt. Des Weiteren soll das bestehende Empfangs- bzw. Abfertigungsgebäude abgerissen und an seiner Stelle ein einfaches Haltestellendach und ein beschrankter Reisendenübergang über Gleis 1 erstellt werden.
Die Sicherungsanlagen werden auf der gesamten Bahnstrecke Solothurn – Oberdorf SO – Moutier ersetzt: Etappenweise wird ein elektronisches Streckenstellwerk von Thales Elektra 2 installiert. Der Hauptrechner wird in Gänsbrunnen installiert, Lommiswil soll später einen abgesetzten Rechner erhalten. Letzterer soll aber wohl erst 2027 in Betrieb gehen, da Einsprachen den Bau des dafür nötigen neuen Technikgebäudes neben dem neu geplanten Haltestellendach in Lommiswil bislang verhindern.

## Betrieb

### Eisenbahn
Im Jahresfahrplan 2024 halten am Bahnhof Lommiswil folgende Linien:
- S 20: Lommiswil – Solothurn – Olten, verkehrt werktags dreimal pro Tag
- S 21: (Moutier –) Oberdorf SO – Lommiswil – Solothurn, verkehrt stündlich, nach Beendigung der Sanierung des Weissensteintunnels erfolgt die Wiederverlängerung von Oberdorf SO nach Moutier.

### Busverkehr
Etwa vier Gehminuten vom Bahnhof entfernt liegt die Bushaltestelle Lommiswil, Bahnhofstrasse. Von dort aus verkehrt die Buslinie 32 des Busbetriebes Grenchen und Umgebung, kurz BGU, derzeit noch stündlich in die Lommiswiler Dorfmitte, wo sich die Bushaltestelle Lommiswil, Kirche befindet, und in die andere Richtung über Selzach, Altreu und Bettlach nach Grenchen, Sonnmatt. Für die Zukunft ist mit dem neuen Buskonzept Grenchen 2026 geplant, die Linie 32 auf einen Halbstundentakt zu verdichten und zudem von Lommiswil, Kirche nach Bettlach, Schulhaus zu verlängern.